# T-1000
T-1000 es un personaje ficticio de la franquicia Terminator. Es un androide autónomo del futuro contra el que deben enfrentarse Sarah y John Connor con la ayuda del T-800 para poder cambiar el futuro en la segunda película de la saga, Terminator 2: el juicio final. En aquel film es interpretado por Robert Patrick, mientras que en Terminator Genysis el T-1000 es interpretado por Lee Byung Hun.
El T-1000 es un prototipo creado por Skynet para ejecutar y cumplir misiones de asesinato, es un Androide o Cyborg, no es tan fuerte como el T-800 pero es más avanzado y versátil, en caso de combate cercano, puede equiparar a un T-800. Diseñado para cambiar el rumbo de la guerra, Skynet calcula que utilizando todos sus recursos para construir 2000 de estas unidades, controlarían y dominarían al mundo en aproximadamente 6 meses, por lo que cabe notar que Skynet desgastaría y saturaría su procesador de red y perdería toda su inteligencia global.
El director James Cameron comentó: "Si el T-800 era un Panzer, un tanque dentro de un cuerpo humano, el T-1000 debería parecer mas a un Porsche, un asesino más astuto, un amenazador que no usaría la fuerza bruta como su principal arma sino la imitación e intimidación."
La tecnología utilizada por Skynet para fabricar al T-1000 es totalmente diferente de la de los demás robots. Y es que el T-1000 no es un robot normal de aplicación de fuerza bruta y corriente, sino que está compuesto por una "polialeación mimética" de metal líquido semejante al mercurio a temperatura ambiente junto con nanochips que le permiten autorregenerarse.
De esta manera, el T-1000 puede cambiar de bioforma simplemente ordenando a algunas partes de su cuerpo a modificar su posición actual. Puede imitar cualquier objeto (o persona) que toque, imitar su voz y puede desarrollar por sí mismo herramientas simples (cuchillas, palancas), aunque no armas más sofisticadas que incluyan mecanismos complicados como una bomba, ya que esta requiere de químicos y demás compuestos de los cuales el T-1000 no dispone. Además también es capaz de copiar objetos de su mismo tamaño por contacto físico, como paredes o suelos. En consecuencia, su segunda limitante es que no puede adoptar la forma de objetos o seres que sean más pequeños que él mismo. Rejas o muros de grillado no son un obstáculo ya que puede traspasar estas barreras desconstituyéndose y reconstituyéndose en la medida que atraviesa la grilla. 
Puede reactivar otras unidades severamente dañadas, con solo echar una pequeña parte de su metal líquido, como puede verse en Terminator Genysis donde revive al T-800 enviado para acabar con Sarah en 1984. No dispone de un endoesqueleto como el T-800, no es fácil eliminarlo definitivamente debido a que además posee la capacidad de autorreconstruir su cuerpo cuando es destrozado o dañado, a menos que se logre inmovilizar por completo sus partes (por ejemplo, recurriendo a la congelación acelerada por medio de nitrógeno líquido) o bien exponerlo forzadamente a un medio que lo desintegre por completo rápidamente, impidiendo que se autorrepare o recupere su forma normal (por ejemplo, exponerlo o bañarlo en metal fundido o en ácido). 
Su cerebro dispone de mejores habilidades que el T-800 y la misma capacidad de aprendizaje, pero se diferencia en que el T-1000 sólo tiene un modo de funcionamiento: autónomo. Esto quiere decir que Skynet no controla a su robot en ningún momento, y es libre de hacer lo que quiera. Lo anterior implica que, para mantenerlo como un robot útil a sus propios fines, Skynet necesitaba disponer de un aliciente lo suficientemente eficiente para mantener sus acciones orientadas a dichos fines. No expresa emociones humanas, pero en el desenlace de Terminator 2: el juicio final, expresa en sus metamorfosis ira y terror al ver que el T-800 lo expone a elevadas temperaturas de un baño ácido. El T-1000 sigue siendo una de las creaciones más aterradoras del cine, un villano que ha resistido la prueba del tiempo. Con su habilidad para cambiar de forma, su invulnerabilidad y la interpretación inolvidable de Robert Patrick, el T-1000 encarna el terror puro. No es solo una máquina, es la personificación de la implacable amenaza de una tecnología fuera de control.
En la serie Terminator: The Sarah Connor Chronicles aparece una versión mejorada del T-1000 de sexo femenino llamada T-1001 interpretada por Shirley Manson. Sus características serían las mismas que las del T-1000 pero posee nuevas innovaciones como extender sus cuchillas por metros lo que le permite atrapar más fácilmente a su objetivo, actuar más rápidamente y formar un escudo de metal líquido en caso de que reciba ataques extremos como por ejemplo bombas. También su metal líquido se desplaza más rápido y en partes sólidas en contraste con el T-1000.